# Haplogrupo R-DF27
El haplogroupo R-DF27, también llamado R1b1a2a1a2a, es uno de los haplogrupos del cromosoma Y humano, subdivisión del haplogrupo R1b, definido por la presencia del marcador DF27, también conocido como S250. 

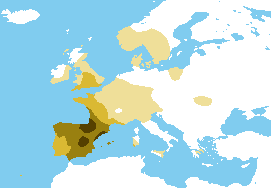
Mapa de distribución del haplogrupo R1b-DF27 en Europa

Se estima que se desarrolló hace unos 4.200 años en el noreste de Iberia, cuando el Neolítico dio paso a la Edad del Bronce. Los subgrupos DF27 corresponden estrechamente a los diversos reinos prerromanos formados por los celtíberos.
Actualmente predomina en los Pirineos Atlánticos, el País Vasco, Navarra, Asturias, Galicia, Portugal, Aragón y Cataluña, tiene presencia en Francia y en porcentajes pequeños en Alemania y Polonia. En los muestreos, se encontró hasta en un 70% de los vascos, un 40% en poblaciones ibéricas, pero cae rápidamente con un 6 a 20% en Francia.  Se ha encontrado en América Latina.
Se han identificado al menos unos 47 subclados, todos europeos occidentales, de los cuales unos 19 son marcadamente típicos de Iberia. Subclados específicos de DF27 son R-M167 asociado a los catalanes y R-M153 asociado a los vascos.